# تپه قلعه باش علیشار
تپه قلعه باش علیشار مربوط به دوران‌های تاریخی پس از اسلام است و در شهرستان زرندیه، بخش خرقان، روستای علیشار واقع شده و این اثر در تاریخ ۲۵ اسفند ۱۳۸۰ با شمارهٔ ثبت ۵۶۱۴ به‌عنوان یکی از آثار ملی ایران به ثبت رسیده است.